# Marius Vettard
Marius Vettard, né le 16 avril 1883 à Janneyrias et mort le 27 juin 1975 dans le 2e arrondissement de Lyon, est un chef cuisinier lyonnais, entre autres connu pour la création des Toques Blanches Lyonnaises,.